# Tętnica nerkowa

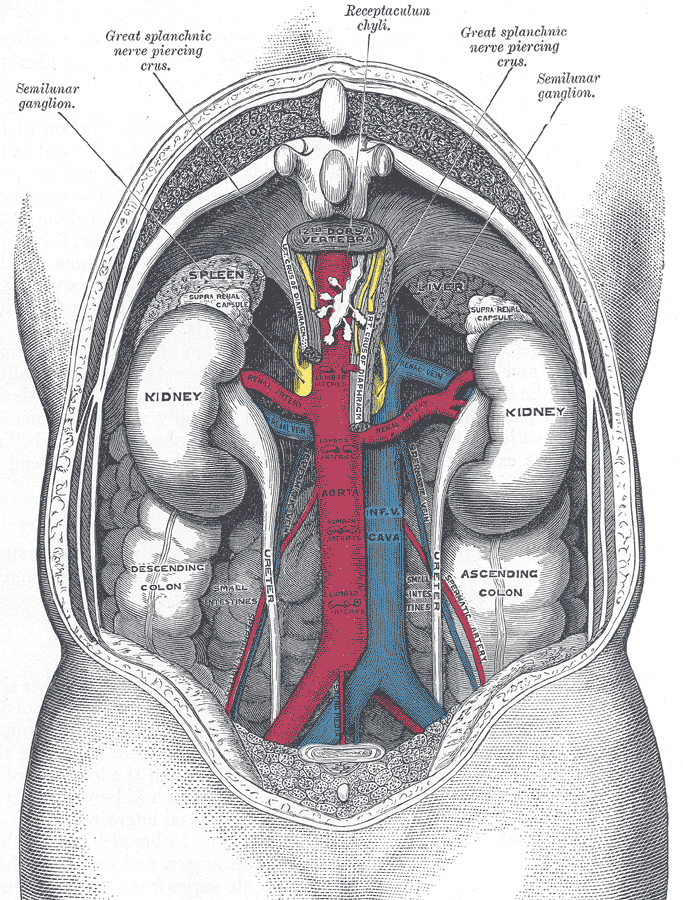
Jama brzuszna widok od tyłu. Duże tętnice zaznaczone są kolorem czerwonym, te prowadzące do nerek są tętnicami nerkowymi

Tętnica nerkowa (łac. arteria renalis) – w anatomii człowieka tętnica należąca do patrzystych gałęzi trzewnych aorty brzusznej.

## Przebieg
Tętnica ta rozpoczyna się na bocznym obwodzie aorty brzusznej, tuż pod odejściem tętnicy krezkowej górnej, odchodząc niemal pod kątem prostym. U dorosłego jest to poziom krążka międzykręgowego pomiędzy kręgami L1 a L2. U noworodków jest to poziom trzonu kręgu L1, a tętnice biegną skośnie w dół. Położenie tych naczyń u dorosłych ma związek z obniżaniem się aorty wraz z wiekiem. Czasem występują dodatkowe tętnice nerkowe (zwykle jedna, rzadko do 4 tętnic dodatkowych). Mogą one stanowić przeszkodę w prawidłowym przepływie moczu przez moczowód.
Tętnice początkowo biegną po odnodze przepony, a następnie po mięśniu lędźwiowym większym. Prawa tętnica, w związku z przesunięciem aorty w lewą stronę jest dłuższa i leży ku tyłowi od żyły głównej dolnej, prawej żyły nerkowej, części zstępującej dwunastnicy oraz głowy trzustki. Lewa tętnica natomiast biegnie za lewą żyłą nerkową i trzonem trzustki. Tętnice nerkowe mają stosunkowo dużą średnicę (6–8 mm).

## Gałęzie
Tętnica nerkowa oddaje następujące gałęzie:
- gałęzie boczne:
  - tętnica nadnerczowa dolna
  - gałęzie moczowodowe – zaopatrują górną część moczowodu powyżej skrzyżowania z tętnicą jądrową lub tętnicą jajnikową. Gałązka zstępująca zaopatruje tylko moczowód, zaś wstępująca powierzchnię przednią miedniczki nerkowej.
  - gałęzie torebki tłuszczowej biorą udział w wytworzeniu łuku tętniczego okołonerkowego[2].
- gałęzie końcowe (oddawane we wnęce nerki):
  - gałęzie przedmiedniczkowe – zaopatrują przednią powierzchnię miedniczki nerkowej
  - gałązie zamiedniczkowe – zaopatrują tylną powierzchnię miedniczki nerkowej
  - tętnice międzypłatowe[1]

## Aspekt kliniczny
Zwężenie tętnicy nerkowej, najczęściej z powodu miażdżycy lub dysplazji, powoduje najczęstszą postać wtórnego nadciśnienia tętniczego – nadciśnienia naczyniowonerkowego.